# 木下惠介記念館
木下惠介記念館（きのしたけいすけきねんかん）は、静岡県浜松市中央区栄町にある記念館である。木下惠介が浜松市出身の映画監督であることから、同市に設置されている。
木下惠介記念館は、浜松市指定有形文化財「旧浜松銀行協会」に設置されている。第一展示室には、木下惠介の書斎が再現されている。第二展示室では、木下惠介の生い立ちをたどる写真や映画ポスターなどが展示されている。2階にあるアートホールでは、毎月第3日曜日に、木下惠介の監督生涯の全作品49本を特集にして、上映会を開催している。そのほかに、建物の設計者である中村與資平の資料室（中村與資平資料室）も併設されている。
開館時間は午前9時から午後5時、休館日は月曜日、祝日の翌日、年末年始。通りを挟んで向かい側に、1928年（昭和3年）10月建築の鴨江アートセンター（旧浜松警察署、浜松市鴨江別館）がある。

## 沿革
- 2001年（平成13年）6月30日
オープニングセレモニーが開催され、同日無料開放された[2]。
セレモニーには惠介の弟で作曲家の木下忠司、俳優の田村高廣らが出席、無料開放は7月8日まで行われた[3]。
- 2001年（平成13年）7月1日
市制90周年を記念し[4]、浜松文芸館の分館として開館[5]。
場所は官民複合ビル・フォルテ4階（現在の遠鉄百貨店新館）[5]。
約3,600点の遺族寄贈による遺品があったが、展示スペースや著作権処理の問題から展示できないものも多かった[6][7]。
- 2002年（平成14年）1月
開館半年で来場者7,500人を突破、そのうち70歳以上の無料来場者が約5,000人を占めていた[7]。
- 2008年（平成20年）6月6日
市議会常任委員会において、売却計画がもちあがっていたフォルテについて遠州鉄道が作成した事後利用案が示される[8]。
市は栄町の旧浜松銀行協会に移転する案を提示した[8]。
- 2008年（平成20年）9月25日
フォルテ閉館に伴い一時休館[9]。
- 2009年（平成21年）12月5日
旧浜松銀行協会に移転し、再開した[5]。
- 2010年（平成22年）4月13日　
ホームページを開設。概要やスケジュール、作品紹介を掲載[10]。
- 2017年（平成29年）1月29日
映画監督の山本晋也とNHK職員の渡辺俊雄を招いて木下惠介を語る対談が開催された[11]。

## 収蔵品と展示

### 1F
第一展示室
再現された木下監督の書斎やビデオ閲覧室、愛読書・映画や俳優に関する本・原作となった小説などを集めた本棚がある。
第二展示室
映画作品や木下惠介のルーツ、家族に関する展示室。作品のポスター、受賞トロフィー、台本、撮影風景の写真や家族との記念写真、芸術家として活躍した兄妹の忠司、芳子の資料が展示されている。
中村與資平資料室
浜松銀行集会所として当記念館の建物を設計した中村與資平に関する資料室を併設されている。

### 2F
アートホール
毎月第3日曜日に、木下監督49作品のうち1作品を上映している。
ギャラリー
会議室やギャラリーとして、一般へ貸し出されている。

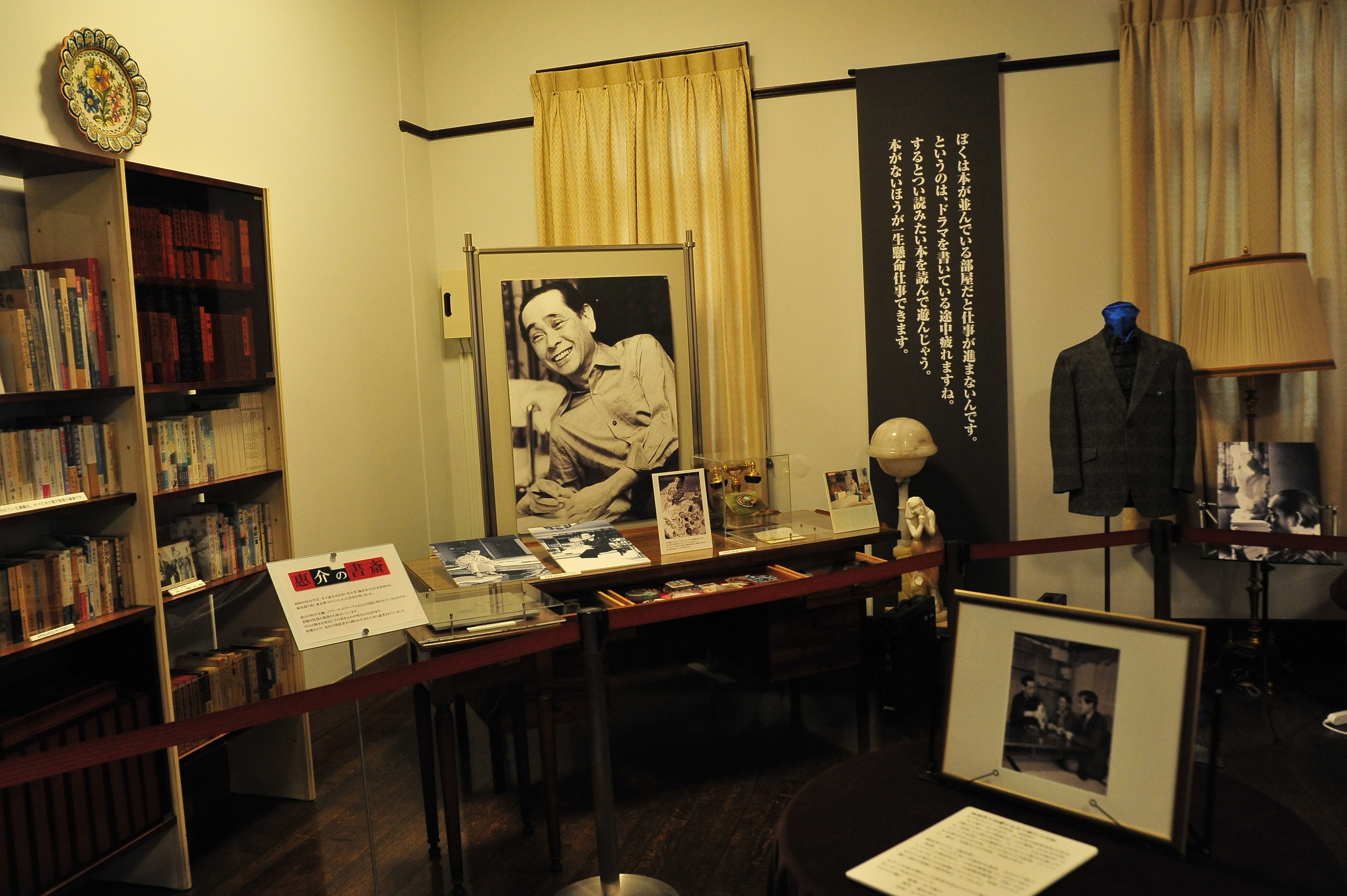
第一展示室
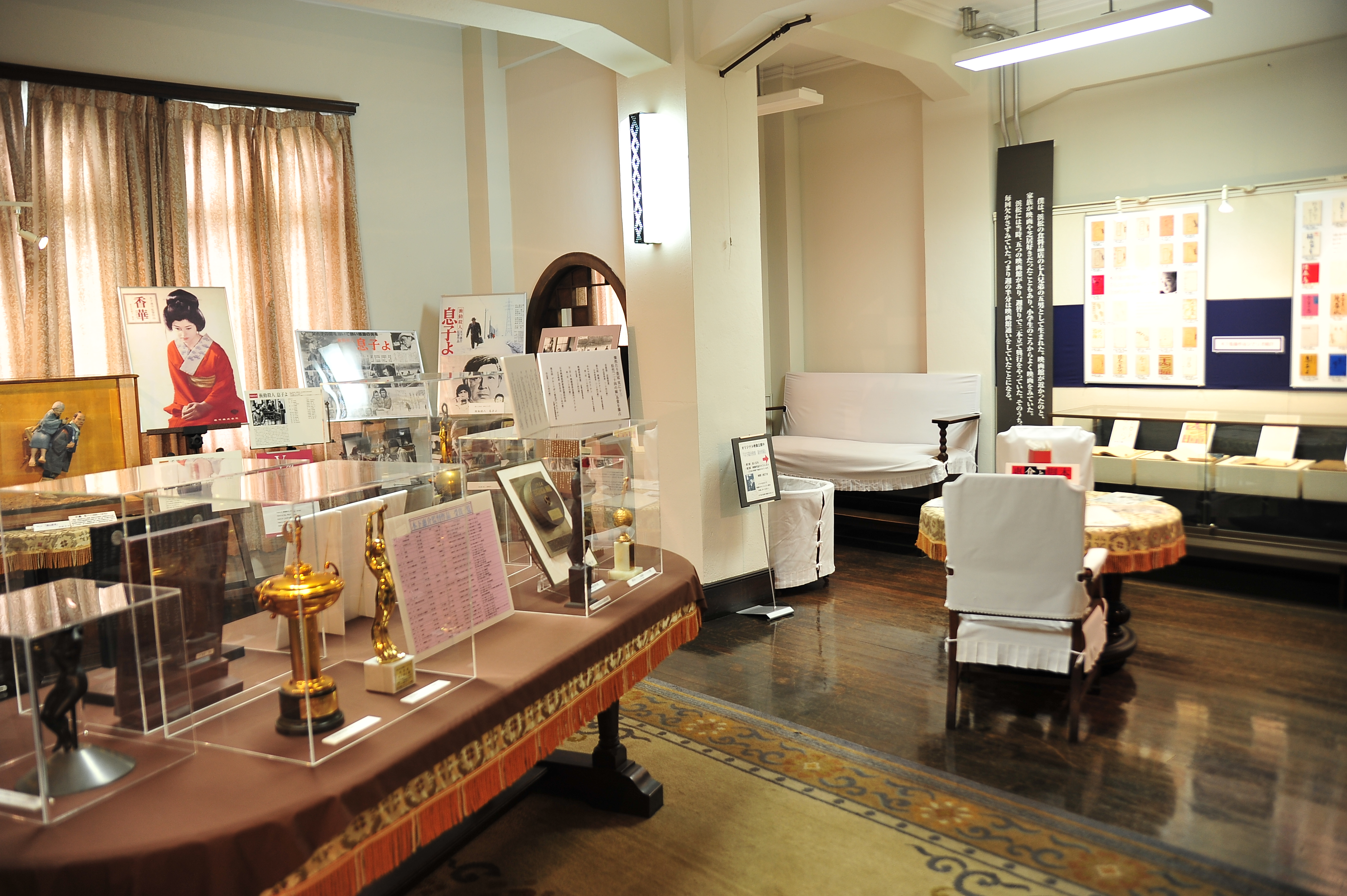
第二展示室
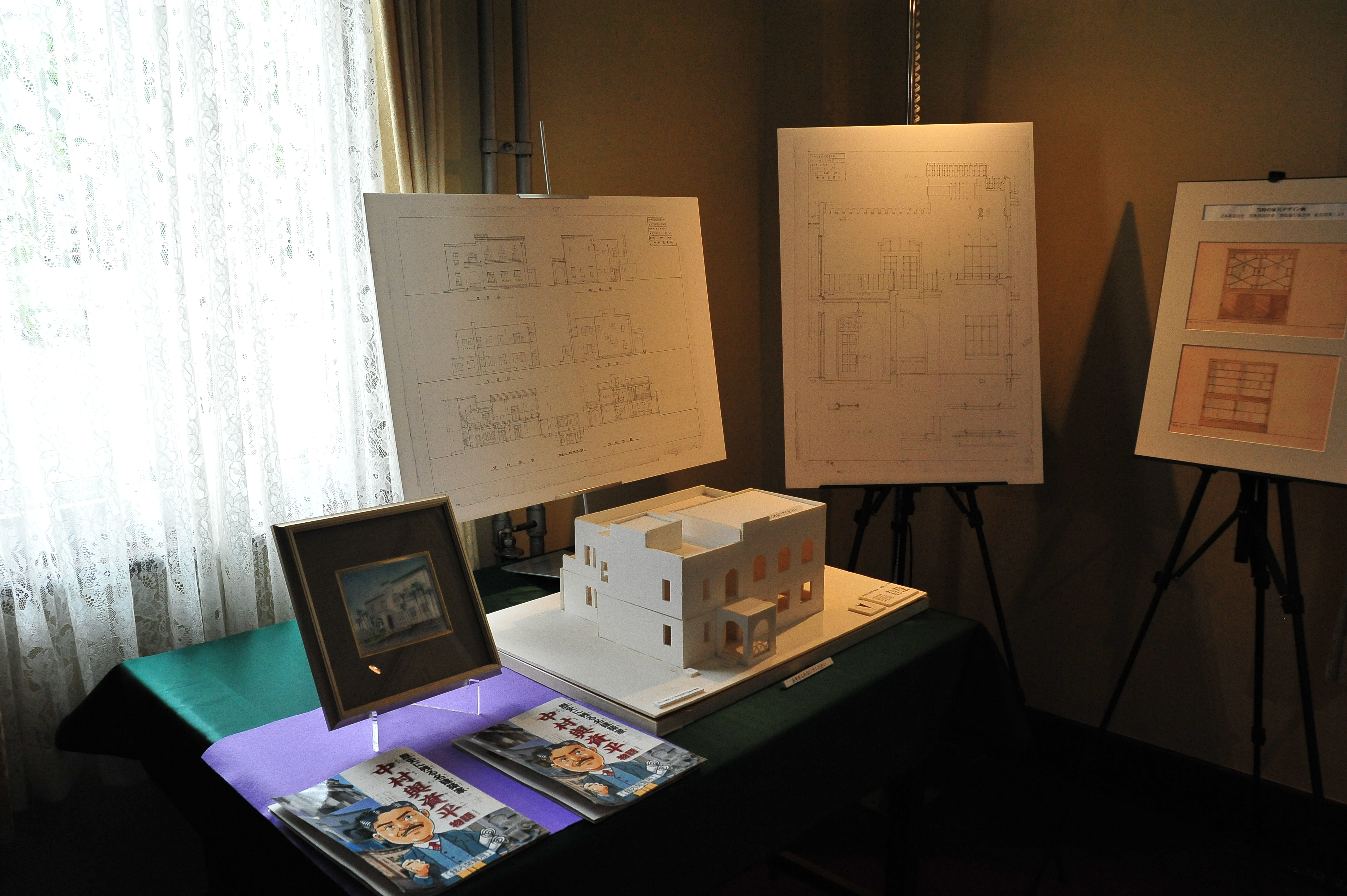
中村與資平資料室
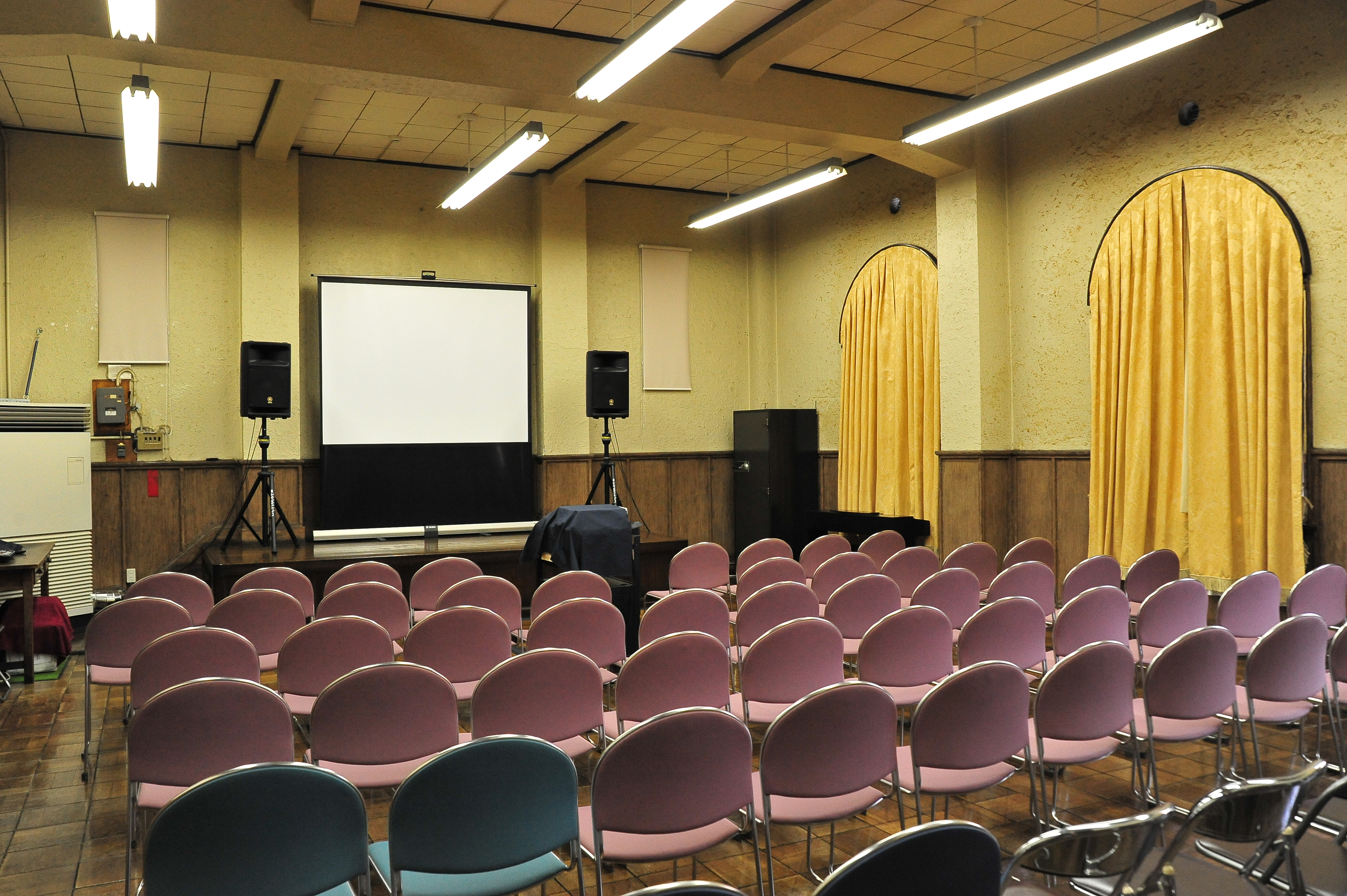
アートホール
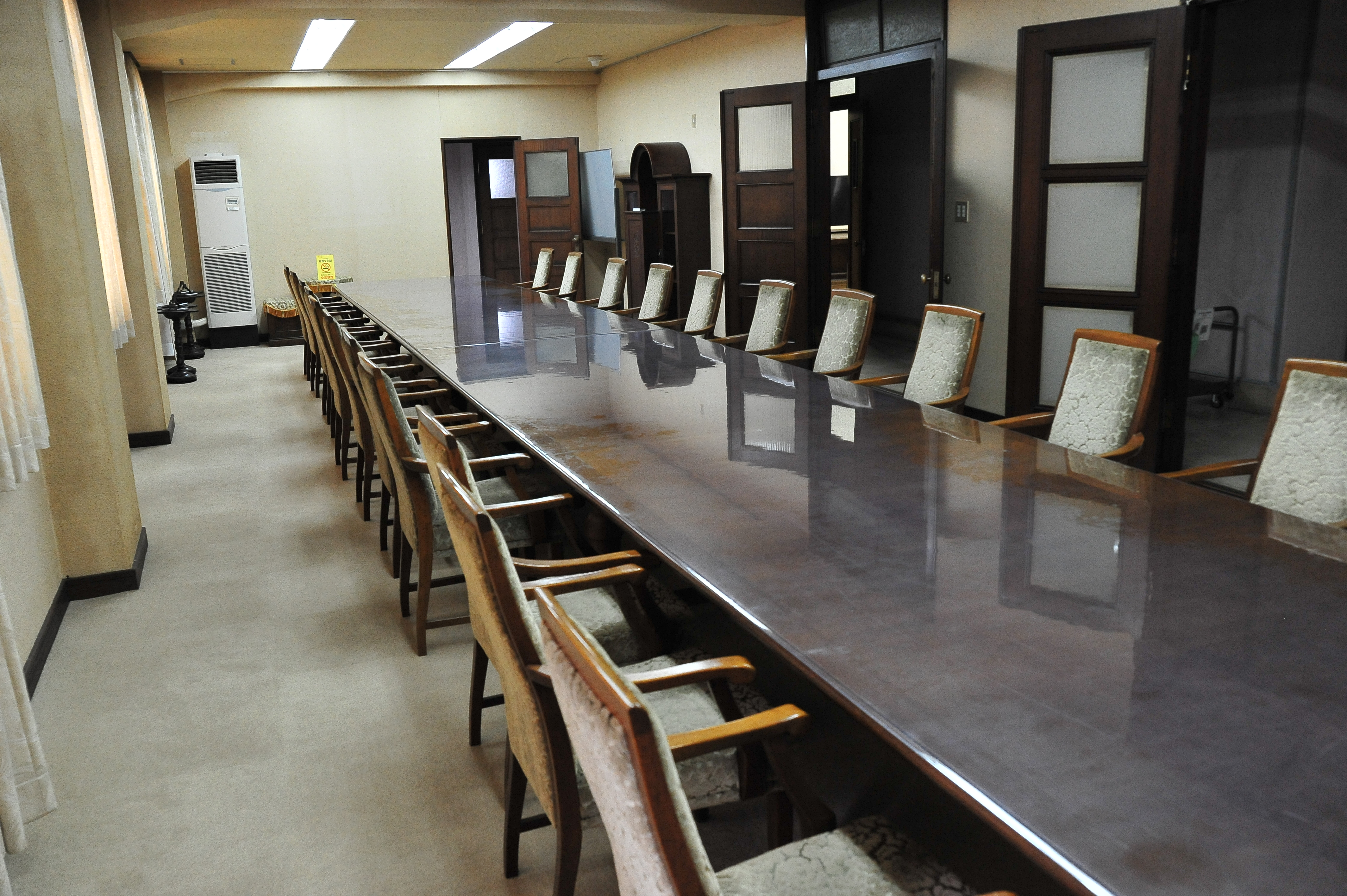
ギャラリー

## イベント
2002年に世界的な映画監督としての惠介を顕彰するために始まったものとして、はままつ映画祭がある。
毎年ゲストを招待してのトーク企画を開催しており、過去にはエッセイストの斎藤明美、映画監督の原恵一などを招いている。

## 旧浜松銀行協会

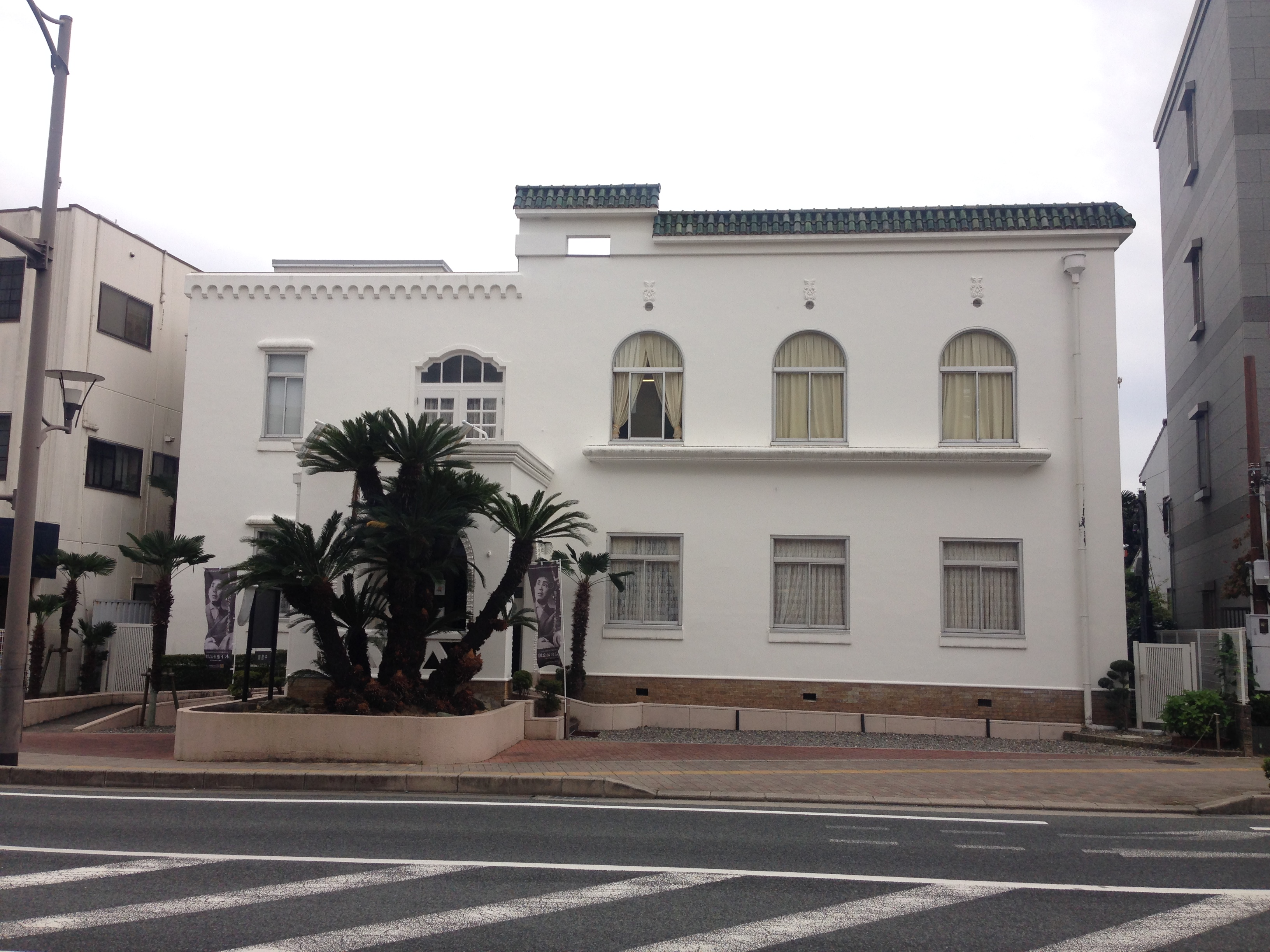
正面外観

1930年（昭和5年）竣工。当時の名称は「浜松銀行集会所」で、この手形交換所兼集会所の完成には、のちに静岡銀行頭取となる平野繁太郎らの尽力があった。設計者は浜松市出身の建築家・教育者の中村與資平、50歳のとき完成している。施工は大林組。
1946年（昭和21年）に浜松銀行協会と名称変更され、1998年（平成10年）に国の登録有形文化財に登録されたのち、2009年（平成21年）に浜松市指定有形文化財に指定されている（登録有形文化財の登録は抹消）。
鉄筋コンクリート構造（RC造）2階建てで、半円のアーチ窓、ロンバルディアバンドと呼ばれる飾り付きの白い壁、濃緑のスペイン瓦など、地中海沿岸を連想させるスペイン風の建物は、中村の欧米旅行の経験が活かされている。
北側に面した玄関部の上部には幾何学模様のステンドグラスがあしらわれ、床のモザイクタイルは、浜辺に打ち寄せる波と松並木を表現したデザインとなっている。玄関ドアの右側に「手形交換所」、左側に「浜松銀行協会」の標札がかかっていたという。2階講堂の天井を高くするため、屋根も高くしており、建物正面から見ると右側のパラペットが高くなっている。そのため、瑠璃色のスペイン瓦の軒屋根をつくり、建物左側の小さなアーチが連続するロンバルディアバンドをまわして自然なバランスになるよう設計された。前庭には、シュロとソテツが植えられている。
エントランスホールを中心に、正面奥に娯楽室、談話室、食堂、右手に手形交換室、事務室があり、左手には階段があった。階段の手すりと腰壁は、人造石研ぎ出し仕上げ。手すりは磨き上げられて黒光りしている。
中村はホール腰壁に外装仕様のタイルを貼るなど、中庭（パティオ）に見立て、屋外の扱いで設計したとされる。
現在、展示室となっている2階の部屋は喫煙室で、正面の窓を開放すると車寄せ上部のバルコニーに出ることができた。壁はしっくい櫛引の仕上げられており、バルコニーについていた鉄製の細い手すりは、戦中に供出されたと言われている。2階講堂では、各銀行の代表者が週1回集会を行っていた。
2004年（平成16年）3月31日、解散し業務を終了した。

## 交通アクセス
- JR浜松駅・遠州鉄道新浜松駅下車徒歩12分[26]
- 遠鉄バス9掛塚さなる台線、9・9-22大平台線「鴨江アートセンター」停留所下車すぐ。（浜松駅バスターミナルから9医療センター行または9-22大平台1丁目行バスで約5分。）